# Templo de Memphis (Tennessee)
El Templo de Memphis, Tennessee, es uno de los templos construidos y operados por la Iglesia de Jesucristo de los Santos de los Últimos Días, el número 80 construido por la iglesia y el primero de dos en el estado de Tennessee. Ubicado en la comunidad de Bartlett, un suburbio de la ciudad de Memphis, el templo de mármol blanco consta de un solo pináculo y jardines que en la primavera son decorados con miles de flores que, a diferencia del interior del templo, están abiertos al público.
Previo a la construcción del templo en su ciudad, los fieles viajaban al Templo de San Luis (Misuri), Atlanta y Dallas para sus ceremonias eclesiásticas. Al templo, por su cercanía a las comunidades, asisten Santos de los Últimos Días provenientes del oeste del estado de Tennessee, Little Rock y otras comunidades del este del estado de Arkansas, así como Tupelo y otras comunidades al norte de Misisipi.

## Historia
Los primeros misioneros del Movimiento de los Santos de los Últimos Días llegaron a Tennessee el 11 de octubre de 1834 organizando ramas de devotos en los condados de Henry, Benton y Humphreys. Los misioneros fueron luego asistidos por Wilford Woodruff quien eventualmente quedó a cargo de la región jungo con Abraham O. Smoot. Para 1839 los misioneros habían establecido una docena de congregaciones en 26 condados. En 1857 los líderes de la iglesia comenzaon a hacer el llamado para que los fieles se unieran a los pioneros mormones y mudarse al territorio de Utah.
En 1875 la iglesia en Tennessee hizo sede en Nashville y luego en Chattanooga en 1882 y finalmente en Atlanta, Georgia. En 1884, los devotos restauracionistas fueron atacados a tiros en incidentes aislado. El primer misionero recibió un disparo en el este del estado el 8 de agosto de 1884 quien sobrevivió el ataque y su capturado. Dos días después una turba mató a tiros a dos misioneros y a dos miembros locales durante los servicios de la Iglesia en su comunidad en el condado de Lewis al sur del estado. Una quinta víctima también resultó herida en el ataque. El presidente de la misión se disfrazó de local, viajó al área del ataque y recuperó los cadáveres de los misioneros asesinados. Como consecuencia, muchos de los devoto de la iglesia se mudaron a Colorado y Utah.
En 1920 se organizaron las primeras congregaciones en Memphis, construyéndose la primera capilla de la ciudad dedicada por un miembro del Cuórum de los Doce Apóstoles. La primera estaca se organizó el 18 de abril de 1965 presidida por Howard W. Hunter, la primera estaca de Tennessee.

## Anuncio
La Primera Presidencia de la iglesia SUD anunció la construcción del templo en la ciudad de Memphis el 17 de septiembre de 1998. El templo de Memphis es uno de los templos planificados con proporciones menores para comunidades con menor cantidad de fieles, el número 25 anunciado con estas especificaciones de menor tamaño. Después del anuncio oficial la iglesia decidió construir el templo en la vecindad de uno de los centros de estaca del norte de la ciudad. La ceremonia de la primera palada tuvo lugar el 16 de enero de 1999, siendo presidida por las autoridades generales del área y asistiendo a ella unas 2300 personas. El mismo día la iglesia realizó la primera palada del Templo de Mérida (México).

## Construcción
El templo se construyó a base de mármol blanco imperial y cuenta con dos salones empleados para las ordenanzas SUD, dos salones de sellamientos matrimoniales y un batisterio. El estilo del templo es de arquitectura clásica con detalles históricos que complementan los del Sur de Estados Unidos. Tiene un área de 10 890 pies cuadrados (1011,7 m²) de construcción sobre un terreno de 2,6 hectáreas (6,4 acre). Fue el templo 24 de 34 dedicados en el año 1999 para culminar la meta de la iglesia de tener 100 templos alrededor del mundo previo al arribo del año 2000.

## Dedicación
El templo SUD de la ciudad de Memphis fue dedicado para sus actividades eclesiásticas en tres sesiones el 23 de abril de 2000, por el apóstol mormón James E. Faust. Con anterioridad a ello, la semana del 8 al 15 de abril de ese mismo año, la iglesia permitió un recorrido público de las instalaciones y del interior del templo al que asistieron 16.028 visitantes. Unos 5.000 miembros de la iglesia e invitados asistieron a la ceremonia de dedicación, que incluye una oración dedicatoria. El mismo día se dedicó el templo de Reno, también erigido con el diseño de proporciones menores igual que el templo de Memphis.
En 2003 el grupo estadounidense America in Bloom otorgó un premio de belleza al templo como estructura de la comunidad de Memphis, aún cuando la iglesia no había puesto al edificio como candidato para el concurso.

## Reconstrucción
El templo de Memphis fue sometido a remodelación en 2017 para eliminar la aparición de moho. El templo mantuvo su estructura interna original y su mismo tamaño de área. Para noviembre se había desmantelado el interior del templo y removido el mármol del exterior. En enero de 2018 se erigió el nuevo pináculo del templo, más ancho y 10 pies (3 m) más alto que el original para permitir añadir decorativos de vidrio. El exterior ha sido reconstruido con piedra caliza de Portugal, en lugar del mármol de Vermont que le dio al edificio su actual apariencia blanca perlada y minimizó la reinfestación por moho. La reconstrucción continuó durante 2018, colocándose los vitrales decorativos en noviembre de ese año así como la colocación de la estatua de Moroni como parte de los detalles finales del trabajo de renovación. Las alfombras igualmente tienen un patrón de flores de pawpaw. El piso interior que no es de alfombra, como el ubicado en el baptisterio es de azulejos de piedra blanca tipo Daphne proveniente de Sorrento.
Se añadieron elementos decorativos al templo, incluyendo la flor de pawpaw en los vitrales y en las alfombras, un homenaje a la región donde se ubica el templo. Una de las dos salas de investidura está pintada con un mural que representa una escena natural de Tennessee con un río, garzas y ciervos. El salón celestial y de los altares matrimoniales fueron dotados de candelabros neoclásicos de cristal y latón.
La iglesia permitió un recorrido al interior del templo por segunda vez en una casa abierta del 13 al 20 de abril de 2019. El templo fue dedicado por segunda vez el 5 de mayo por Jeffrey R. Holland.